# Diócesis de Debrecen-Nyíregyháza
La diócesis de Debrecen-Nyíregyháza (en latín: Dioecesis Debrecenen(sis)-Nyiregyhazana y en húngaro: Debrecen-Nyíregyházi egyházmegye) es una circunscripción eclesiástica latina de la Iglesia católica en Hungría, sufragánea de la arquidiócesis de Eger. La diócesis tiene al obispo Ferenc Palánki como su ordinario desde el 21 de septiembre de 2015. 

## Territorio y organización

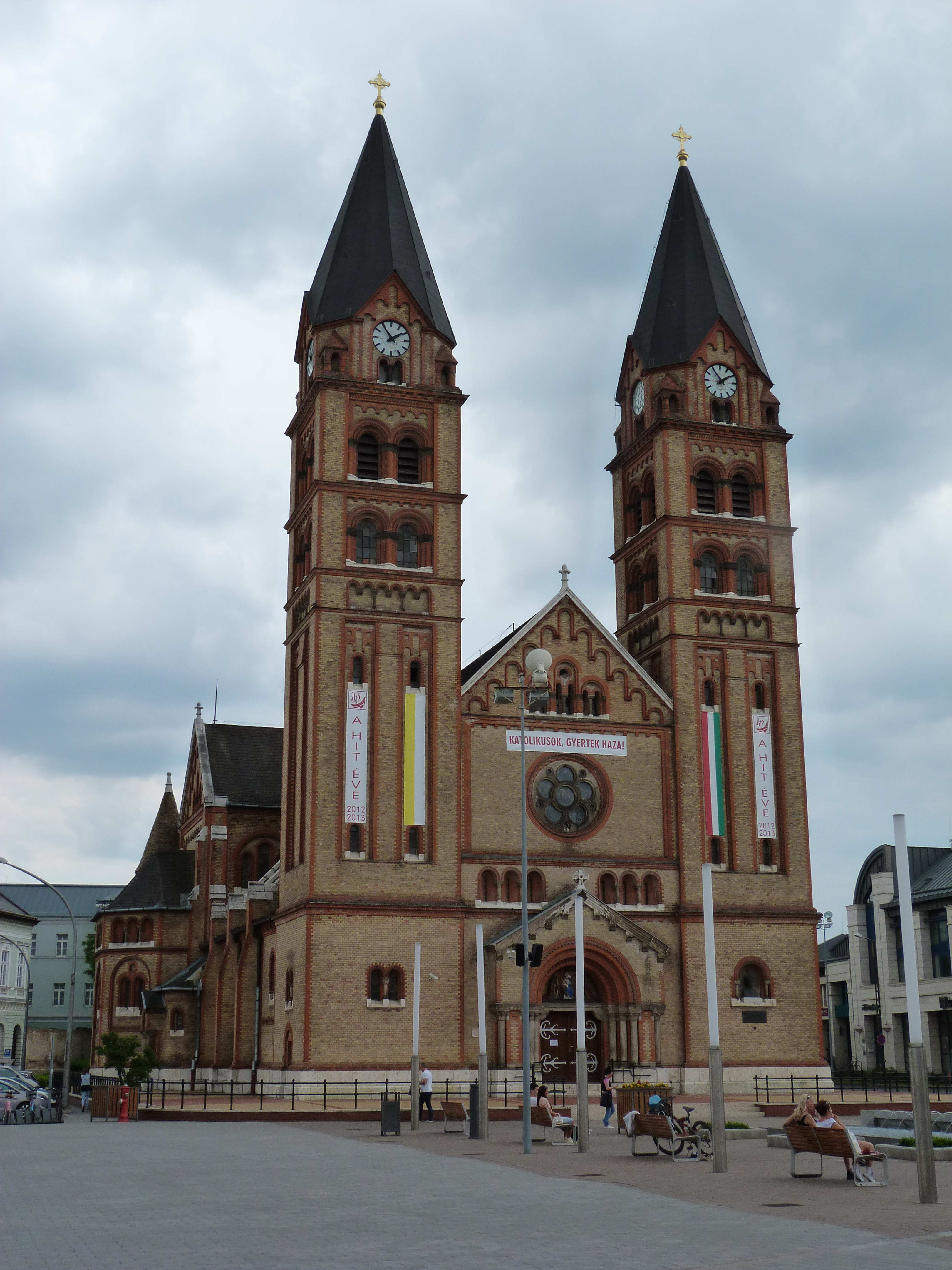
Concatedral de Nuestra Señora de Hungría

La diócesis tiene 11 300 km² y extiende su jurisdicción sobre los fieles católicos de rito latino residentes en los condados de Hajdú-Bihar y Szabolcs-Szatmár-Bereg.
La sede de la diócesis se encuentra en la ciudad de Debrecen, en donde se halla la Catedral de Santa Ana. En Nyíregyháza se encuentra la Concatedral de Nuestra Señora de Hungría.
En 2019 en la diócesis existían 54 parroquias agrupadas en 7 vicariatos: Kisvárda, Polgár, Nyíregyháza, Nagykálló, Szatmár, Debrecen y Berettyóújfalu.

## Historia
La diócesis fue erigida el 31 de mayo de 1993 con la bula Hungarorum gens del papa Juan Pablo II separando territorio de la arquidiócesis de Eger y de la diócesis de Szeged-Csanád.

## Estadísticas
De acuerdo al Anuario Pontificio 2020 la diócesis tenía a fines de 2019 un total de 189 500 fieles bautizados.
| Año                                                                             | Población            | Población | Población      | Sacerdotes | Sacerdotes    | Sacerdotes    | Bautizados por sacerdote | Diáconos permanentes | Religiosos | Religiosos | Parroquias |
| Año                                                                             | Bautizados católicos | Total     | % de católicos | Total      | Clero secular | Clero regular | Bautizados por sacerdote | Diáconos permanentes | Varones    | Mujeres    | Parroquias |
| ------------------------------------------------------------------------------- | -------------------- | --------- | -------------- | ---------- | ------------- | ------------- | ------------------------ | -------------------- | ---------- | ---------- | ---------- |
| 1999                                                                            | 320 000              | 1 100 000 | 29.1           | 84         | 78            | 6             | 3809                     | 1                    | 6          | 45         | 110        |
| 2000                                                                            | 320 000              | 1 100 000 | 29.1           | 82         | 75            | 7             | 3902                     |                      | 7          | 42         | 110        |
| 2001                                                                            | 300 000              | 1 100 000 | 27.3           | 83         | 76            | 7             | 3614                     |                      | 7          | 46         | 110        |
| 2002                                                                            | 250 000              | 1 135 214 | 22.0           | 87         | 80            | 7             | 2873                     |                      | 7          | 46         | 55         |
| 2003                                                                            | 250 000              | 1 145 254 | 21.8           | 84         | 78            | 6             | 2976                     |                      | 6          | 36         | 55         |
| 2004                                                                            | 250 000              | 1 145 000 | 21.8           | 83         | 79            | 4             | 3012                     |                      | 4          | 40         | 56         |
| 2006                                                                            | 250 000              | 1 145 000 | 21.8           | 94         | 89            | 5             | 2659                     |                      | 5          | 43         | 57         |
| 2011                                                                            | 250 000              | 1 137 000 | 22.0           | 93         | 87            | 6             | 2688                     |                      | 6          | 27         | 57         |
| 2016                                                                            | 190 000              | 1 145 000 | 16.6           | 90         | 83            | 7             | 2111                     |                      | 9          | 14         | 54         |
| 2019                                                                            | 189 500              | 1 141 900 | 16.6           | 88         | 81            | 7             | 2153                     |                      | 9          | 17         | 54         |
| Fuente: Catholic-Hierarchy, que a su vez toma los datos del Anuario Pontificio. |                      |           |                |            |               |               |                          |                      |            |            |            |

## Episcopologio
- Nándor Bosák (31 de mayo de 1993-21 de septiembre de 2015 retirado)
- Ferenc Palánki, desde el 21 de septiembre de 2015